# Carlos Amigo Vallejo
Carlos Amigo Vallejo O.F.M. (Medina de Rioseco, 23 augustus 1934 – Guadalajara, 27 april 2022) was een Spaans geestelijke en een kardinaal van de Rooms-Katholieke Kerk.
Amigo Vallejo studeerde medicijnen in Valladolid, waarna hij intrad bij de orde van de Franciscanen. Daarna studeerde hij filosofie in Rome en psychologie in Madrid. Hij werd op 17 augustus 1960 priester gewijd. In 1970 werd hij benoemd tot provinciaal van de Franciscaanse provincie Santiago de Compostella.
Op 17 december 1973 werd Amigo Vallejo benoemd tot aartsbisschop van Tanger. Zijn bisschopswijding vond plaats op 28 april 1974. Op 22 mei 1982 volgde zijn benoeming tot aartsbisschop van Sevilla.
Amigo Vallejo werd tijdens het consistorie van 21 oktober 2003 kardinaal gecreëerd. Hij kreeg de rang van kardinaal-priester. Zijn titelkerk werd de Santa Maria in Monserrato degli Spagnoli. Hij nam deel aan de conclaven van 2005 en 2013.
Amigo Vallejo ging op 5 november 2009 met emeritaat. Hij overleed in 2022 op 87-jarige leeftijd.
- Biblioteca Nacional de España: XX873247
- Bibliothèque nationale de France: cb13770334c (data)
- Catàleg d'autoritats de noms i títols de Catalunya: 981058517399406706
- CiNii: DA10229278
- Gemeinsame Normdatei: 1042379017
- International Standard Name Identifier: 0000 0000 8344 0386
- Library of Congress Control Number: n84036198
- Nationale Bibliotheek van Tsjechië: jo20191032087
- Istituto Centrale per il Catalogo Unico: MILV187268
- Système universitaire de documentation: 066953510
- Virtual International Authority File: 60476725
- WorldCat: E39PBJwRWHX7vT3jb9bXJq4g8C